# Durham Wildcats
Die Durham Wildcats sind eine professionelle Basketballmannschaft aus dem County Durham in England. Die Mannschaft nahm 2005 ihren Spielbetrieb in der dritten Division der „English Basketball League“ (EBL) auf. In der Saison 2009/10 schafften sie den Durchmarsch in die EBL Division One und nach einer Spielzeit in der höchsten englischen Spielklasse erreichten sie 2011 die Aufnahme in die geschlossene Profiliga British Basketball League (BBL).

## Geschichte

### English Basketball League (2005 bis 2011)
Nachdem in der City of Durham am Belmont College bereits seit 2001 eine regional aktive Basketballmannschaft bestanden hatte, wurden 2005 die Wildcats gegründet als eine Mannschaft, die in den nationalen Wettbewerben der EBL antreten sollte. In ihrer ersten Spielzeit wurden die Wildcats in die dritte Division der EBL aufgenommen und trugen ihre Heimspiele im Spennymoor Leisure Centre aus. Nach zwei Jahren wechselten sie nach Newton Aycliffe ins dortige Leisure Centre in den Süden der Unitary Authority des County Durham an der Grenze zu Darlington. Nach insgesamt vier Spielzeiten erreichten sie 2009 den Aufstieg in die zweite Division, in der sie neben dem Ligapokal Patrons Cup die reguläre Saison und die Play-offs gewannen. Damit hatten sie den Durchmarsch in die Division One erreicht. Dort erreichten sie in der Saison 2010/11 einen siebten Platz. Trotz der sportlich eher durchschnittlichen Saison in der höchsten englischen Spielklasse stellten sie einen Aufnahmeantrag für die geschlossene Profiliga BBL.

### British Basketball League (seit 2011)
Nachdem dem Aufnahmeantrag in die BBL stattgegeben worden war, erreichten die Wildcats in ihrer Premierensaison in der BBL drei Siege in 30 Spielen und belegten den elften und letzten Tabellenplatz. Die regionalen Rivalen und etablierten Eagles aus Newcastle upon Tyne, dem Verwaltungssitz von North East England, dominierten in dieser Spielzeit die BBL und gewannen am Ende alle Titel. In ihrer zweiten Saison 2012/13 gewannen die Wildcats zehn von 33 Spielen und belegten den zehnten und in dieser Spielzeit drittletzten Tabellenplatz.